# Valerie Mizrahi
Valerie Mizrahi   (Harare, 1958) és una biòloga molecular sud-africana.
Filla de Morris i Etty Mizrahi, va néixer a Harare, Zimbabwe i hi va formar-se. La seva família és una família jueva sefardita de l'illa grega de Rodes. Valerie té dues filles i el seu pare és el president honorari de la congregació hebrea sefardita de Johannesburg. Va créixer parlant judeo-espanyol a casa.

## Carrera
Va obtenir un BSc en química i matemàtiques i després un doctorat en química a la Universitat de Ciutat del Cap. Del 1983 al 1986, va cursar estudis postdoctorals a la Pennsylvania State University. Després, Mizrahi va treballar en recerca i desenvolupament per a la companyia farmacèutica Smith, Kline i French. El 1989 es va establir com a unitat de recerca a l'Institut Sud-africà d'Investigació Mèdica i a la Universitat de Witwatersrand, que va romandre allà fins al 2010. La seva investigació s’ha centrat en el tractament de la tuberculosi i la resistència als medicaments. El 2011 es va convertir en directora de l'Institut de Malalties Infeccioses i Medicina Molecular de la Universitat de Ciutat del Cap. Mizrahi és director d'una unitat d'investigació del South African Medical Research Council i dirigeix la branca de la Universitat de Ciutat del Cap del Centre d'Excel·lència en Investigació de la TB Biomèdica.
Mizrahi va rebre el 2000 l'Oréal-UNESCO Award for Women in Science. El 2006, va rebre la Medalla d'Or de la Societat Sud-africana de Bioquímica i Biologia Molecular per les seves contribucions al camp i el Premi Distinguished Woman Scientist del Departament de Ciència i Tecnologia. És membre de la Royal Society of South Africa, membre de l'Acadèmia de Ciències de Sud-àfrica i membre de l'Acadèmia Americana de Microbiologia des del 2009. Va ser nomenada membre de l'Orde de Mapungubwe el 2007. Del 2000 al 2010, va ser becària internacional de recerca de l'Institut Mèdic Howard Hughes ; el 2012 va ser nomenada becària sènior de recerca internacional de l'Institut fins al 2017. El 2013 va rebre el Premi Christophe Mérieux de l'Institut de França pel seu treball en investigació de la tuberculosi.

## Distincions i guardons
- 2000: Premi L'Oréal-Unesco per a les dones i la ciència
- 2007: Ordre de Mapungubwe - Plata
- 2013: Premi Christophe Mérieux
- 2018: premi Harry Oppenheimer Fellowship[8]

## Publicacions
- Effects of Pyrazinamide on Fatty Acid Synthesis by Whole Mycobacterial Cells and Purified Fatty. Helena I. Boshoff, Valerie Mizrahi i Clifton E. Barry. Revista de bacteriologia, 2002
- The impact of drug resistance on Mycobacterium tuberculosis physiology: what can we learn from rifampicin?. Anastasia Koch, Valerie Mizrahi, Digby F Warner. Microbis i infeccions emergents, 2014